# Лендер
Лендер (англ. Lander) — місто (англ. city) в США, в окрузі Фремонт штату Вайомінг. Населення — 7546 осіб (2020).

## Географія
Лендер розташований за координатами 42°49′51″ пн. ш. 108°43′50″ зх. д. / 42.83083° пн. ш. 108.73056° зх. д. (42.830923, -108.730441).  За даними Бюро перепису населення США в 2010 році місто мало площу 12,08 км², уся площа — суходіл. В 2017 році площа становила 24,30 км², уся площа — суходіл.

### Клімат
| Клімат : Лендер                            | Клімат : Лендер | Клімат : Лендер | Клімат : Лендер | Клімат : Лендер | Клімат : Лендер | Клімат : Лендер | Клімат : Лендер | Клімат : Лендер | Клімат : Лендер | Клімат : Лендер | Клімат : Лендер | Клімат : Лендер | Клімат : Лендер |
| Показник                                   | Січ.            | Лют.            | Бер.            | Квіт.           | Трав.           | Черв.           | Лип.            | Серп.           | Вер.            | Жовт.           | Лист.           | Груд.           | Рік             |
| Абсолютний максимум, °C                    | 17,8            | 20,0            | 24,4            | 28,3            | 33,9            | 37,8            | 38,9            | 38,3            | 34,4            | 30,0            | 22,2            | 18,3            | 38,9            |
| Середній максимум, °C                      | 0,6             | 2,5             | 8,6             | 13,6            | 19,2            | 25,3            | 30,4            | 29,4            | 22,7            | 14,7            | 6,0             | −0,1            | 14,5            |
| Середній мінімум, °C                       | −12,1           | −10,1           | −4,7            | −0,4            | 4,5             | 9,1             | 13,1            | 12,4            | 6,9             | 0,4             | −6,8            | −12,4           | 0,0             |
| Абсолютний мінімум, °C                     | −39,4           | −40             | −31,1           | −23,9           | −10,6           | −3,9            | 0,0             | −5              | −13,9           | −25,6           | −35             | −40             | −40             |
| Середня кількість сонячних годин на місяць | 192,2           | 203,4           | 257,3           | 270,0           | 294,5           | 330,0           | 347,2           | 328,6           | 273,0           | 232,5           | 174,0           | 173,6           | 3076            |
| Норма опадів, мм                           | 10              | 15              | 29              | 47              | 56              | 33              | 20              | 15              | 27              | 33              | 22              | 15              | 321             |
| Днів з опадами                             | 3,9             | 5,1             | 6,7             | 8,0             | 8,2             | 6,3             | 5,9             | 5,4             | 6,0             | 5,6             | 5,2             | 4,5             | 70,8            |
| Днів зі снігом                             | 4,3             | 5,2             | 5,8             | 5,2             | 1,6             | 0,1             | 0               | 0               | 0,9             | 3,5             | 5,0             | 5,1             | 36,7            |
| ------------------------------------------ | --------------- | --------------- | --------------- | --------------- | --------------- | --------------- | --------------- | --------------- | --------------- | --------------- | --------------- | --------------- | --------------- |
| Джерело: NOAA, HKO (sun only, 1961−1990)   |                 |                 |                 |                 |                 |                 |                 |                 |                 |                 |                 |                 |                 |

## Демографія
Згідно з переписом 2010 року, у місті мешкало 7487 осіб у 3161 домогосподарстві у складі 1932 родин. Густота населення становила 620 осіб/км².  Було 3385 помешкань (280/км²).
Расовий склад населення:
| - 88,0 % — білих - 7,3 % — корінних американців - 0,6 % — азіатів - 0,2 % — чорних або афроамериканців - 1,0 % — осіб інших рас |

До двох чи більше рас належало 2,9 %. Частка іспаномовних становила 4,8 % від усіх жителів.
За віковим діапазоном населення розподілялося таким чином: 22,4 % — особи молодші 18 років, 60,6 % — особи у віці 18—64 років, 17,0 % — особи у віці 65 років та старші. Медіана віку мешканця становила 40,3 року. На 100 осіб жіночої статі у місті припадало 95,9 чоловіків;  на 100 жінок у віці від 18 років та старших — 93,2 чоловіків також старших 18 років.
Середній дохід на одне домашнє господарство  становив 62 268 доларів США (медіана — 51 167), а середній дохід на одну сім'ю — 76 489 доларів (медіана — 68 589). Медіана доходів становила 49 043 долари для чоловіків та 44 333 долари для жінок. За межею бідності перебувало 16,0 % осіб, у тому числі 21,4 % дітей у віці до 18 років та 2,6 % осіб у віці 65 років та старших.
Цивільне працевлаштоване населення становило 3543 особи. Основні галузі зайнятості: освіта, охорона здоров'я та соціальна допомога — 34,8 %, роздрібна торгівля — 11,7 %, мистецтво, розваги та відпочинок — 10,2 %.
За даними перепису 2000 року,
на території муніципалітету мешкало 6867 людей, було 2794 садиб та 1824 сімей.
Густота населення становила 599,9 осіб/км². Було 3036 житлових будинків.
З 2794 садиб у проживали діти до 18 років, подружніх пар, що мешкали разом, було 51,5%,
садиб, у яких господиня не мала чоловіка — 10,1%, садиб без сім'ї — 34,7%.
Власники 30,0% садиб мали вік, що перевищував 65 років, а в 12,5% садиб принаймні одна людина була старшою за 65 років.
Кількість людей у середньому на садибу становила 2,34, а в середньому на родину 2,91.
Середній річний дохід на садибу становив  доларів США, а на родину — 41 958 доларів США.
Чоловіки мали дохід 30 602 доларів, жінки — 20 916 доларів.
Дохід на душу населення був доларів.
Приблизно 9,9% родин та 13,2% населення жили за межею бідності.
Серед них осіб до 18 років було 19,3%, і понад 65 років — 9,3%.